# 梧冈琴谱
《梧岡琴譜》古琴譜，書成於明嘉靖丙午年間，是存見的第一部明確爲徐門正傳的琴譜，編者爲黃獻。

## 作者介紹
黃獻（1485-1561年），字仲賢，號梧岡，廣西平樂人。弘治丙辰，黃獻十一歲時，入宮做太監。因爲孝廟皇上的命令，向太監戴義學習琴書，“朝夕孜孜，頃刻無息”。而戴義的琴藝有事由奉旨進京授琴的徐門高足——姑蘇張助親自傳授，因此黃獻學習的應是“浙派徐操”，可見當時徐門的影響已經進入了宮廷。

## 琴譜背景
該譜爲現存最早的浙派琴譜，爲研究浙派提供了重要的史料。黃獻在花甲之年爲了“恐泯其傳”，就託司禮王宜軒、劉友琴並在琴友劉靜庵、成永川、韋雲樵、王野村、段世愚、魏節庵、王芸窗、韓虛亭、等人的資助下刻成此譜，以使其廣爲流傳，“與四方賢者共之”。
《梧岡琴譜》分爲指法和琴曲兩部分。共收錄琴曲四十二首。